# Розівка (Бериславський район)
Ро́зівка (до 1915 — Розенорт) — село в Україні, в Кочубеївській сільській територіальній громаді Бериславського району Херсонської області. Населення становить 120 осіб.

## Історія
Станом на 1886 у німецькій колонії Розенорт Орлафської волості Херсонського повіту Херсонської губернії мешкало 166 осіб, налічувалось 29 дворових господарств, існувала школа.
7 (20) листопада 1917 року, відповідно до Третього Універсалу Української Центральної Ради, увійшло до складу Української Народної Республіки.
12 червня 2020 року, відповідно до Розпорядження Кабінету Міністрів України від № 726-р «Про визначення адміністративних центрів та затвердження територій територіальних громад Херсонської області», увійшло до складу Кочубеївської сільської громади.
19 липня 2020 року, в результаті адміністративно-територіальної реформи та ліквідації   Високопільського району.увійшло до складу Бериславського району.

## Населення
Згідно з переписом УРСР 1989 року чисельність наявного населення села становила 155 осіб, з яких 62 чоловіки та 93 жінки.
За переписом населення України 2001 року в селі мешкало 120 осіб.

### Мовний склад
Рідна мова населення за даними перепису 2001 року:
| Мова       | Чисельність, осіб | Доля     |
| ---------- | ----------------- | -------- |
| Українська | 102               | 85,00 %  |
| Угорська   | 11                | 9,17 %   |
| Російська  | 7                 | 5,83 %   |
| Разом      | 120               | 100,00 % |